# Triplodia
Triplodia is een geslacht van slangsterren uit de familie Amphiuridae.

## Soorten
- Triplodia abdita (A.M. Clark, 1970)